# NORN9 ノルン+ノネット
『NORN9 ノルン+ノネット』（ノルンノネット）は、オトメイトから2013年5月30日に発売されたPlayStation Portable用ソフト。

## 概要
「ノルン」と呼ばれる巨大な飛行船で旅をする少年少女の物語。主人公をはじめノルンの乗船者たちは全員、「特殊な能力」を持っている。また、9人の攻略キャラクター全員を攻略し終えると、鈴原空汰がタイムスリップした謎が分かる。2014年3月2日に開催された単独イベント「NORN9 with Ark & for Spica」にてアニメ化とPS Vitaへの移植が発表された。2014年12月に本作のPS Vita移植版『NORN9 VAR COMMONS』（ノルンノネット ヴァール コモンズ）、2014年4月にFD『NORN9 LAST ERA』（ノルンノネット ラスト イーラ）の発売、同年10月に『NORN9 VAR COMMONS for iOS & Android』（2015年12月17日のアップデートによりアプリ名が現在の名に変更）が配信。また、2016年1月より3月までTVアニメが放映され、同年10月6日にFD『NORN9 ACT TUNE』（ノルンノネット アクト チューン）が発売された。2018年9月に本作のVita移植版とラストイーラを一つにした『NORN9 LOFN for Nintendo Switch』（ノルンノネット ロヴン）がNintendo Switchにて発売された。また同年10月に舞台化することも発表された。

## 物語
小学生の鈴原空汰は、国会議事堂の見学の最中に大正時代にタイムスリップしてしまう。空汰は、空を旅する巨大船「ノルン」の行き先が「世界」と呼ばれるものだと知り、自分のいた時代へ戻る方法を知る鍵が「世界」にあるのではないかと「ノルン」に乗船することを決める。その船の中で出会ったのは、特殊能力を持つ11人の少年少女達。そんなある日、船は襲撃を受け、内側から爆破される。船を狙う外部犯と乗船者の中に内通者がいることが明るみとなり、少年少女達は正体不明の内通者を見つけるため、二人一組でペアを組んでお互いを見張ることになった――。

## 登場人物
※各主人公ごとに攻略対象が異なる。

### 主人公
こはる
声 - 藤村歩 / 演 - 築田行子
本作の主人公の一人。17歳、無知で世間知らずだが母親のように包み込むような優しさと誰に対しても敬語で話す礼儀正しさをもった少女。特に攻撃力の高い炎を操る能力を持っているが自分の能力を嫌い、周りには隠している。長い間孤独に暮らしてきたため、自分の名前を忘れてしまう。
自分の長所は、“食い意地が張っている”ところ。
能力適性は11人の中で最も高い。
久我 深琴（くが みこと）
声 - 高垣彩陽 / 演 - 西園みすず
本作の主人公の一人。18歳、血液型はA型、公家の出身。「結界」を張る能力を持つ。プライドが高く高圧的な部分が見えるが、責任感が強くしっかりしている。その強い責任感故、自身の中で我慢してしまうところが少々見られる。ノルンに乗船するまで、幼馴染の朔也以外の男性と接したことがなかった。後に船を襲う夏彦に、深琴の「結界」によって船の攻撃を防げていることに気づかれ、目をつけられる。女子3人の中で唯一、害が及ぼされない能力の為、最初の頃は七海には距離を置かれる。
能力適性は11人の中で8番目。
不知火 七海（しらぬい ななみ）
声 - 瀬戸麻沙美 / 演 - 影山靖奈
本作の主人公の一人。16歳、血液型はAB型、感情を表に出すことが苦手で口数が少ないため、感情が冷淡だと誤解されやすい。由緒ある忍者の家系に生まれたが夏彦の話では今では田舎の地主まで落ちぶれているらしい。「記憶」を消す能力を持っており、幼い頃は父親の命令でたくさんの人間の記憶を消してきた。そのため自分の能力を嫌っている。
能力適性は11人の中で3番目。

### こはる攻略対象
結賀 駆（ゆいが かける）
声 - 梶裕貴 / 演 - 中村優一
恋愛テーマ：純愛
7月25日生まれ、18歳、血液型はB型。
自分の性格を一言で言うと、“明るい”。
頭の回転が早く、みんなをまとめるリーダー。状況を合理的に進めるためわざと自らを偽悪的に演じることがある。
緑を操る能力を持っている。
能力適性は11人の中で6番目。

市ノ瀬 千里（いちのせ せんり）
声 - 下野紘 / 演 - 辻諒
恋愛テーマ：渇望
2月22日生まれ、16歳、血液型はB型。
自分の性格を一言で言うと、“暗い”。
人間不信で、自室に引きこもっている。時に強引で腹黒い駆を非常に怖がり苦手としている。
水を操る能力を持っている。
能力適性は11人の中で10番目。

遠矢 正宗（とおや まさむね）
声 - 佐藤拓也 / 演 - 鮎川太陽
恋愛テーマ：運命
1月4日生まれ、24歳、血液型はA型。
しっかりとしたお兄さんタイプで面倒見が良いが、その性格がたたり船のメンバーの中で一番の苦労人。お酒は好んで飲むが、酔うと記憶に残るタイプの酒乱に。糖分をアルコールと認識してしまう変な体質でもあるため、甘いものを食べると酔う。
過去を見る能力を持っている。
能力適性は11人の中で5番目。
「世界」との連絡係で定期的に報告をしに行っている。

### 深琴攻略対象
吾妻 夏彦（あずま なつひこ）
声 - 小野大輔 / 演 - 鷹松宏一
恋愛テーマ：敵対
10月11日生まれ、22歳、血液型はO型。
現実主義で冷めた考え方をしており、ある理由から船を襲撃してくる。話し方はロボットのように抑揚があまりなく、言葉数が少ない。星に関してとても詳しい。左耳にピアスのようなものを着けているが、そうではなく、マイク付きのイヤフォン。船を襲うのに、深琴の『結界』によって攻撃ができず、手元に深琴を置こうとする。
お酒は好んで飲まないが、一杯飲んだだけで寝てしまう。

二条 朔也（にじょう さくや）
声 - 斎賀みつき / 演 - 安達勇人
恋愛テーマ：声なき愛
6月29日生まれ、19歳、血液型はAB型。
キャラクターデザインの悌太いわく、髪を縛っているリボンは幼馴染の深琴とおそろいの物。
穏やかで物腰が柔らかい紳士的な青年。深琴のことを誰よりも大切に想っている。未来を見る能力を持っているが、ふとした瞬間に見えるもので思い通りに見ることができない。
幼い頃に「好きな人を守って死ぬ」という未来を見、それを恐れた深琴から「誰のことも好きにならないで」と言いつけられている。
能力適性は11人の中で9番目。

加賀見 一月（かがみ いつき）
声 - 遊佐浩二 / 演 - 本川翔太
恋愛テーマ：やさしい檻
11月1日生まれ、23歳、血液型はO型。
女性の扱いに慣れた遊び人で飄々としており人をよくからかって遊んでいる。お酒を好んで飲み、酔っても特に変わらない。
幼少の頃から色町で生まれ、生活してきた。姉から譲り受けた夢を見せる能力を持っている。平士と仲が良くよく一緒につるんでおり平士の精神感応力とあわせることで複数の人間に夢を見せることも可能。
能力適性は11人の中で4番目。

### 七海攻略対象
宿吏 暁人（しゅくり あきと）
声 - 杉山紀彰 / 演 - 橘龍丸
恋愛テーマ：罪と罰の取引
2月11日生まれ、18歳、血液型はO型。
敵愾心が強く常にイライラと不機嫌な顔をしている気難しい青年。本名は「市ノ瀬 暁人」で千里の兄である（千里は七海の力によって暁人の記憶を消されているので、暁人が兄であることは知らない）。千里の記憶を消した七海のことを嫌っている。アイオンから力を借りて、千里の水の能力を一部受けとっている。船のメンバーの中で一番料理が得意。鳥が苦手。
ロンと同じく元々は能力者ではないが彼と違い能力適性は11人の中で最も低い。

室星 ロン（むろぼし ロン）
声 - 杉田智和 / 演 - 松波優輝
恋愛テーマ：執着
25歳、血液型不明。
自分の長所は、“何を考えているか分からないとよく言われる”ところ。
お酒を好んで飲み、酔っても特に変わらない。
能力者ではないが能力適性は暁人を含めた能力者11人の中では2番目に高い。

乙丸 平士（おとまる へいし）
声 - 吉野裕行 / 演 - 竹田亮
恋愛テーマ：恋慕の友
12月18日生まれ、19歳、血液型はB型。
自分の性格を一言で言うと、“明るい、うるさい”。
精神感応力を持っており、離れていても自分の声を相手に届けることができる。
能力適性は11人の中で7番目。

### その他
鈴原 空汰（すずはら そらた）
声 - 阿部敦 / 演 - 最上みゆう
10月7日生まれ、12歳、血液型はＯ型。
平成から大正へタイムスリップしてきた小学生の少年。
実際はタイムスリップしてきたのではなく世界の歴史が「リセット」された際の生き残りで、二千年以上アイオンのそばでコールドスリープしていた。
アイオンを作った科学者と同じ遺伝子を持つ生まれ変わり。

結賀 史狼（ゆいが しろう）
声 - 浜田賢二 / 演 - 緑川睦
能力者達の前に度々現れる謎の男。ある人物と深い関わりがあり、特定のルートでその正体が明かされる。
本名は結賀 史狼で駆の父親。また、こはるの保護者であった「旅人さん」でもある。
科学者にして武器商人。

滝島 雪（たきしま せつ）
声 - 市来光弘 / 演 - 川岸銀次
11月2日生まれ、18歳、血液型はＡ型、身長は177cm。
夏彦の助手を務める変人操縦士。
蔑みながら罵倒されることがご褒美というドＭな性格を持つ美青年。

アイオン
声 - やなぎなぎ
「世界」である少女。歴史を「リセット」するかの判断をさせるため駆達に能力を授けた。暁人の知り合いでもあったが、彼女の名前や正体までは知らなかった。

遠矢 基久（とおや もとひさ）
声 - 上田燿司
室長。遠矢正宗の叔父。
一月の過去に深い関わりを持つ。

徒々枝 凪沙（ととのえ なぎさ）
声 - 柚木涼香
基久の部下にして正宗の上司。  夏彦の実の姉。

## スタッフ
- イラストレーター - 悌太
- 原案・シナリオ - 潮文音
- ゲームテーマ - 植松伸夫
- 音楽 - ケビン・ペンキン
- 背景美術 - 秋葉みのる

## 主題歌
NORN9 ノルン+ノネット / NORN9 ノルン+ノネット VAR COMMONS
オープニングテーマ「melee」歌 - やなぎなぎ
作詞 - やなぎなぎ / 作曲 - 小野貴光 / 編曲 - 戸田章世
エンディングテーマ「many universes」歌 - やなぎなぎ
作詞 - やなぎなぎ / 作曲・編曲 - 藤末樹
挿入歌「砂時計は空の空」歌 - やなぎなぎ
作詞 - やなぎなぎ / 作曲 - 石谷桂亮 / 編曲 - 宇佐美宏
NORN9 ノルン+ノネット LAST ERA
オープニングテーマ「foe」歌 - やなぎなぎ
作詞 - やなぎなぎ / 作曲 - 小野貴光 / 編曲 - 戸田章世
エンディングテーマ「skyscape」歌 - やなぎなぎ
作詞 - 磯谷佳江 / 作曲 - rino / 編曲 - 長田直之
NORN9 ノルン+ノネット ACT TUNE
オープニングテーマ「play of color」歌 - やなぎなぎ
作詞 - やなぎなぎ / 作曲 - rino / 編曲 - 安瀬聖
エンディングテーマ「星を繋いで」歌 - 織田かおり
作詞 - 日山尚 / 作曲・編曲 - 安瀬聖

## 関連商品

### CD
- ティームエンタテインメント
  - NORN9 ノルン＋ノネット サウンドトラック Plus 2013年6月5日 規格品番:GNCA-7181
  - NORN9 ノルン＋ノネット ドラマCD ～暗闇の三つ巴劇～ 2013年7月24日 規格品番:KDSD-00641
  - NORN9 ノルン＋ノネット Trio DramaCD Vol.1 2013年11月27日 規格品番:KDSD-00662
  - NORN9 ノルン＋ノネット Trio DramaCD Vol.2 2013年12月25日 規格品番:KDSD-00663
  - NORN9 ノルン＋ノネット Trio DramaCD Vol.3 2014年1月29日 規格品番:KDSD-00664
  - NORN9 ノルン＋ノネット Cantare Vol.1 2014年11月5日 規格品番:KDSD-00732
  - NORN9 ノルン＋ノネット Cantare Vol.2 2014年12月3日 規格品番:KDSD-00733
  - NORN9 ノルン＋ノネット Cantare Vol.3 2015年1月7日 規格品番:KDSD-00734
  - NORN9 ノルン+ノネット Vocal Collection 2017年1月25日 規格品番:KDSD-00968/9
- ムービック
  - DJCD NORN9 ノルン+ノネット WEBラジオ ノルン放送局 vol.1 2014年3月28日 規格品番:MONN-1
  - DJCD NORN9 ノルン+ノネット WEBラジオ ノルン放送局 vol.2 2014年4月25日 規格品番:MONN-2
  - DJCD NORN9 ノルン+ノネット WEBラジオ ノルン放送局 vol.3 2014年6月27日 規格品番:MONN-3
  - DJCD NORN9 ノルン+ノネット WEBラジオ ノルン放送局 vol.4 2014年9月26日 規格品番:MONN-4

### 書籍
- アスキー・メディアワークス（現・KADOKAWA）
  - NORN9 ノルン+ノネットOfficial Fan Book 2013年8月8日 ISBN 978-4048919784
  - NORN9 ノルン+ノネット CD付き Premium Book 2013年9月13日 電撃Girl's Style2013年10月号増刊
  - NORN9 ノルン+ノネット（コミック） 2014年2月22日 ISBN 978-4048663489
  - NORN9 ノルン+ノネット アンソロジー 2014年3月22日 ISBN 978-4048664097
  - NORN9 ノルン+ノネット ラストイーラ Official Fan Book 2015年7月29日 ISBN 978-4048652834
- 一迅社
  - NORN9 ノルン+ノネット コミックアンソロジー　2013年8月24日　ISBN 978-4758007733
- 一二三書房
  - NORN9 ノルン+ノネット 名言集 vol.1 駆・千里・正宗ver.（ボイスCD付書籍） 2014年3月20日 ISBN 978-4891992347
  - NORN9 ノルン+ノネット 名言集 vol.2 夏彦・朔也・一月ver.（ボイスCD付書籍） 2014年4月30日 ISBN 978-4891992408
  - NORN9 ノルン+ノネット 名言集 vol.3 暁人・ロン・平士ver.（ボイスCD付書籍）  2014年5月28日 ISBN 978-4891992415
- ぶんか社
  - NORN9 ノルン+ノネット (ぶんか社コミックス) 　2017年9月19日 ISBN 978-4821134670

### モバイル
- ソーシャルゲームセフィロト〜時の世界樹〜に本作品のキャラクターカードが参戦している。

## WEBラジオ

### 「NORN9 ノルン+ノネット」WEBラジオ ノルン放送局
2013年11月8日から2014年7月25日までアニメイトTVにて配信されていたWEBラジオ番組。パーソナリティは遊佐浩二（加賀見一月 役）。月2回更新。
ゲスト
- 第1回・第2回 - 斎賀みつき（二条朔也 役）、吉野裕行（乙丸平士 役）
- 第3回・第4回 - 杉山紀彰（宿吏暁人 役）、佐藤拓也（遠矢正宗 役）
- 第5回・第6回 - 梶裕貴（結賀駆 役）、杉田智和（室星ロン 役）
- 第7回・第8回 - 佐藤拓也（遠矢正宗 役）、斎賀みつき（二条朔也 役）
- 第9回・第10回 - 杉山紀彰（宿吏暁人 役）、下野紘（市ノ瀬千里 役）
- 第11回・第12回 - 下野紘（市ノ瀬千里 役）、吉野裕行（乙丸平士 役）
- 第13回・第14回 - 藤村歩（こはる 役）、高垣彩陽（久我深琴 役）、瀬戸麻沙美（不知火七海 役）
- 第14.5回 - 阿部敦（鈴原空汰 役）
- 第15回・第16回 - 斎賀みつき（二条朔也 役）、杉田智和（室星ロン 役）
- 特別回 - 小野大輔（吾妻夏彦 役）

### ノルラジ
2015年3月18日から6月24日まで音泉にて配信されていたWEBラジオ番組。パーソナリティーは遊佐浩二(加賀見一月役)。隔週水曜日更新。

## テレビアニメ
『ノルン+ノネット』のタイトルで、2016年1月より3月までAT-X・TOKYO MXほかにて放送された。

### スタッフ（アニメ）
- 原作 - オトメイト
- 原作イラスト - 悌太
- 監督 - 阿保孝雄
- 副監督 - 市村徹夫
- シリーズ構成 - 高橋ナツコ
- キャラクターデザイン - 竹内由香里
- 画面設計 - 西俊樹
- 世界観設定 - shirakaba
- メカ銃器設定 - 高倉武史
- 美術監督 - 鈴木朗
- 美術設定 - 菱沼由典
- 色彩設計 - 山下宮緒
- 撮影監督 - 梶原幸代
- 3DCGディレクター - 越田祐史
- レイアウト監修 - 荒川眞嗣
- プロップ設定 - 今村望
- 編集 - 須藤瞳
- 音響監督 - 明田川仁
- 音楽 - kevin penkin
- 音楽プロデューサー - 長谷川雄介
- プロデューサー - 小倉充俊、兼光一博、菊政克美、岩崎卓、深尾聡志、細田成樹、野村蘭、岡村武真、金子広孝、山崎明日香、林俊安、茂永友彦
- アニメーションプロデューサー - 小笠原宗紀
- アニメーション制作 - キネマシトラス×オレンジ
- 製作 - NORN9 Project（NBCユニバーサル・エンターテイメント、アイオウプラス、ファミマ・ドット・コム、フロンティアワークス、博報堂DYミュージック&ピクチャーズ、ドコモ・アニメストア、ティームエンタテインメント、中外鉱業、創通、TOKYO MX、エー・ティー・エックス、キネマシトラス、メディコス・エンタテインメント、東芝デジタルフロンティア）

### 主題歌（アニメ）
オープニングテーマ「カザキリ」
作詞・歌 - やなぎなぎ / 作曲 - 饗庭純 / 編曲 - 出羽良彰
第12話では未使用。
エンディングテーマ「ゼロトケイ」
作詞 - 日山尚 / 作曲・編曲 - 安瀬聖 / 歌 - 織田かおり
第1話では未使用。
挿入歌「眠りの国」（第12話）
作詞 - 日山尚 / 作曲・編曲 - kevin penkin / 歌 - アイオン（CV:やなぎなぎ）

### 各話リスト
| 話数   | サブタイトル                 | 脚本                             | 絵コンテ   | 演出                          | 作画監督                                                                                    | 総作画監督          |
| ------ | ---------------------------- | -------------------------------- | ---------- | ----------------------------- | ------------------------------------------------------------------------------------------- | ------------------- |
| 1      | 空を征く船                   | 高橋ナツコ                       | 阿保孝雄   | 垪和等                        | 佐藤友子、りお 大下久馬、竹内由香里                                                         | 竹内由香里          |
| 2      | 能力                         | 高橋ナツコ                       | 市村徹夫   | 市村徹夫                      | 澤田譲治、樋口香里                                                                          | 竹内由香里          |
| 3      | 芽吹く春                     | 高木聖子                         | 入江泰浩   | 飯野慎也                      | Lee Duk Ho、Kim Jung Eun Cha Sang Hoon                                                      | 竹内由香里 佐藤友子 |
| 4      | 彼誰（かはたれ）のセレナーデ | 高木聖子                         | 小島正幸   | 松前武生                      | 中山由美                                                                                    | 竹内由香里 佐藤友子 |
| 5      | 微睡む森                     | 渡邊大輔                         | 小島正幸   | 垪和等                        | りお、佐藤友子 池津寿恵、二宮奈那子 大下久馬、澤田譲治                                      | 竹内由香里          |
| 6      | 動き始めた歯車               | 渡邊大輔                         | 小島正幸   | 飯野慎也                      | 大前祐美子、安田祥子                                                                        | 竹内由香里 佐藤友子 |
| 7      | うつつの夢                   | 高木聖子                         | 金子伸吾   | 金子伸吾                      | 金田大樹、徳田夢之介 清水博幸、竹内由香里                                                   | 竹内由香里 佐藤友子 |
| 8      | 世界                         | 高木聖子                         | 古川知宏   | 古川知宏                      | 澤田譲治、樋口香里 森賢、池津寿恵 二宮奈那子、りお 竹内由香里                               | 竹内由香里 佐藤友子 |
| 9      | それぞれの真実               | 高木聖子                         | 大橋誉志光 | 松前武生                      | Lee Duk Ho Cha Sang Hoon                                                                    | 竹内由香里 佐藤友子 |
| 総集編 | 運命の女神                   | -                                | -          | -                             | -                                                                                           | -                   |
| 10     | 永遠（あいおん）             | 高橋ナツコ 渡邊大輔 kinemacitrus | 市村徹夫   | 小島正幸 垪和等 阿保孝雄 森賢 | 澤田譲治、森賢 池津寿恵、二宮奈那子 森かや乃、樋口香里 竹内由香里、Cha Sang Hoon Lee Duk Ho | 竹内由香里 佐藤友子 |
| 11     | リセット                     | 高橋ナツコ 渡邊大輔 kinemacitrus | 小島正幸   | 垪和等                        | りお、池津寿恵 二宮奈那子                                                                   | 竹内由香里 佐藤友子 |
| 12     | 新しい世界                   | 高橋ナツコ 高木聖子 kinemacitrus | 阿保孝雄   | 阿保孝雄 垪和等               | りお、森かや乃 樋口香里、池津寿恵 二宮奈那子、佐藤友子 竹内由香里、Lee Duk Ho               | 竹内由香里 佐藤友子 |

### 放送局
| 放送期間               | 放送時間                     | 放送局     | 対象地域 | 備考                                   |
| ---------------------- | ---------------------------- | ---------- | -------- | -------------------------------------- |
| 2016年1月7日 - 3月31日 | 木曜 21:30 - 22:00           | AT-X       | 日本全域 | CS放送 製作委員会参加 リピート放送あり |
|                        | 木曜 23:30 - 金曜 0:00       | TOKYO MX   | 東京都   | 製作委員会参加                         |
| 2016年1月8日 - 4月1日  | 金曜 1:00 - 1:30（木曜深夜） | BS11       | 日本全域 | BS放送 / 『ANIME+』枠                  |
|                        | 金曜 1:30 - 2:00（木曜深夜） | サンテレビ | 兵庫県   |                                        |

| 配信期間        | 配信時間                   | 配信サイト         | 備考                              |
| --------------- | -------------------------- | ------------------ | --------------------------------- |
| 2016年1月8日 -  | 金曜 12:00 更新            | dアニメストア      | 製作委員会参加                    |
| 2016年1月14日 - | 木曜 23:30 - 金曜 0:00     | ニコニコ生放送     |                                   |
| 2016年1月15日 - | 金曜 0:00（木曜深夜） 更新 | ニコニコチャンネル | 第1話常設無料、第2話以降1週間無料 |
| 2016年1月22日 - | 金曜 12:00 更新            | GYAO!              | 第1話常設無料、第2話以降1週間無料 |
|                 |                            | バンダイチャンネル | 第1話常設無料、第2話以降有料      |

### BD / DVD
| 巻 | 発売日        | 収録話          | 規格品番  | 規格品番  |
| 巻 | 発売日        | 収録話          | BD初回版  | DVD初回版 |
| -- | ------------- | --------------- | --------- | --------- |
| 1  | 2016年3月25日 | 第1話 - 第3話   | GNXA-1421 | GNBA-2391 |
| 2  | 2016年4月27日 | 第4話 - 第6話   | GNXA-1422 | GNBA-2392 |
| 3  | 2016年5月25日 | 第7話 - 第9話   | GNXA-1423 | GNBA-2393 |
| 4  | 2016年6月29日 | 第10話 - 第12話 | GNXA-1424 | GNBA-2394 |

### CD
- アニメ ノルン+ノネット オリジナルサウンドトラック 2016年4月6日 規格品番:KDSD-893

## 舞台
『舞台「NORN9 ノルン+ノネット」』のタイトルで、2018年10月17日から10月21日まで草月ホールにて上演。
キャストは#登場人物の「演」参照。

### スタッフ（舞台）
- 原作 - オトメイト（アイディアファクトリー）
- 企画・製作 - 島虎太郎、佐藤宏一
- プロデューサー - 松本亮平、高取佑、深谷精一
- 演出 - 前野祥希
- 脚本 - 蛭田直美
- 舞台監督 - 大友圭一郎、原田讓二
- 舞台美術 - 坂本遼
- 照明 - 太田明希(Light Vision)
- 音響 - 田島誠治（SoundGimmick）
- 映像 - ヨリコ ジュン
- CG制作 - 星野安規
- 映像オペレーター - 阿部侑介
- ヘアメイク - 井村祥子（アトリエレオパード）
- 衣装 - 丸茂奈緒（Enthena）／花村桂
- 小道具 - 湯田昌次（湯田商店）
- 宣伝美術 - MONSTERS,INC.
- グッズデザイン - MONSTERS,INC.
- Web制作 - MONSTERS,INC.
- 制作 - 井上紗綾、布施郁奈
- 制作プロダクション - Enthena
- 協力 - アース・シー・スカイ、アイリンク、S、GARRABBA、GRASP、サンミュージックプロダクション、G-STAR.PRO、スーパーシャークエンターテイメント、ステイラック、ディプレックス、ドワンゴ、MILLENNIUM PRO  （50音順）
- 主催 - 舞台「NORN9 ノルン+ノネット」製作委員会（虎屋、原宿PICNIC、Enthena、劇団バルスキッチン）